# Sommer-Paralympics 2016/Teilnehmer (Bermuda)
| stlisierte Goldmedaille | stlisierte Silbermedaille | stlisierte Bronzemedaille |
| ----------------------- | ------------------------- | ------------------------- |
| —                       | —                         | —                         |

Bermuda entsandt zu den Paralympischen Sommerspielen 2016 in Rio de Janeiro 2 Athleten.

## Teilnehmer nach Sportart

### Boccia
| Männer              |           |                |     |                   |     |               |               |               |               |               |               |    |
| Gabriel Zelaya Diaz | Mixed BC2 | Jeong Min Sohn | 0:7 | Nadav Shlomo Levi | 2:2 | ausgeschieden | ausgeschieden | ausgeschieden | ausgeschieden | ausgeschieden | ausgeschieden | 19 |

### Leichtathletik
| Frauen               |          |             |   |   |   |               |               |               |
| Jessica Cooper Lewis | 100m T53 | 17,42 sek   | 4 | - | - | 17,25 sek     | 6             | 6             |
| Jessica Cooper Lewis | 400m T53 | 1:00,25 min | 7 | - | - | ausgeschieden | ausgeschieden | ausgeschieden |
| Jessica Cooper Lewis | 800m T53 | 1:58,24 min | 6 | - | - | ausgeschieden | ausgeschieden | ausgeschieden |